# Земан (титул)
Земан (словац. Zeman, венг. Nemes) — низший дворянский титул мелких землевладельцев в средневековых королевствах Чехии, Польши и Венгрии, находившийся ниже титула барона. По своему социальному положению земаны были схожи с английскими джентри. 
Словацкое название «земан» происходит от слова «zem» — «земля». Титул был в основном распространён на территории Словакии, находившейся в то время в составе Венгрии, и Моравии в составе Чехии (в самой Чехии вместо него использовался титул «владыка»). Титул «земан» широко даровался королём Белой IV после монгольского нашествия 1241—1242 годов в знак благодарности за службу. Этот титул передавался всем детям земанов мужского пола без исключения. Земаны оставались свободными людьми, хотя многие из них со временем обеднели настолько, что не отличались от крестьян. Земаны не платили налоги, подчинялись только королю, избирали чиновников комитата и были автоматически членами венгерского парламента. Земанами были многие выдающиеся словаки, например, Антон Бернолак, Йонаш Заборский, Терезия Вансова, Янко Есенский и так далее. 
Титул земана был ликвидирован в 1918 году после распада Австро-Венгрии. Память о титуле осталась в ряде словацких и чешских фамилий, например Карел Земан, Милош Земан.